# 长椿寺
39°53′29″N 116°21′29″E / 39.89139°N 116.35806°E
长椿寺，位于北京市西城区长椿街9号，是一座汉传佛教寺院。如今该寺是北京宣南文化博物馆的馆址。

## 历史

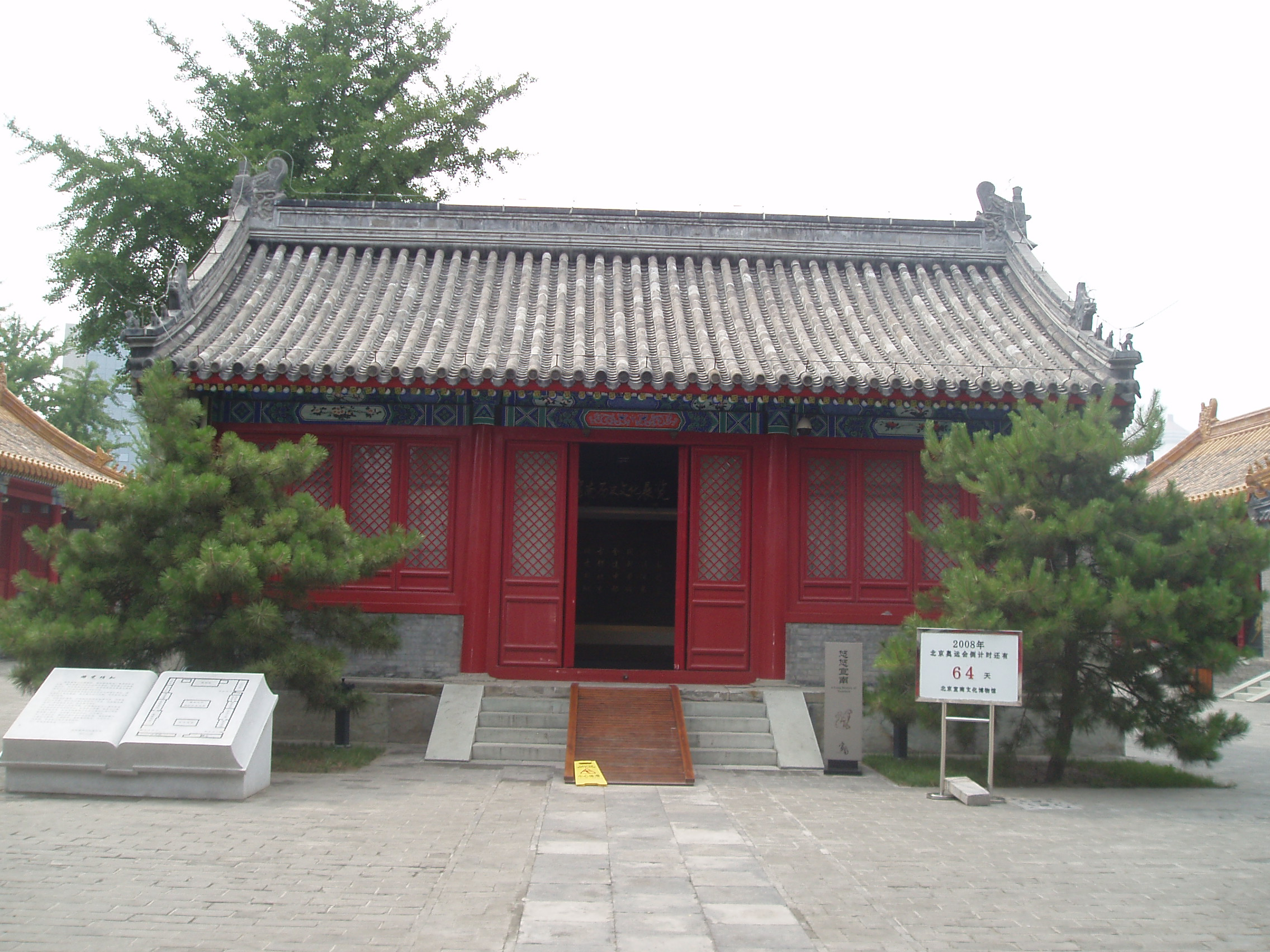
长椿寺天王殿。图中左右可见大雄宝殿前左右的黄琉璃瓦顶配殿，其内原存明朝两位太后御容。

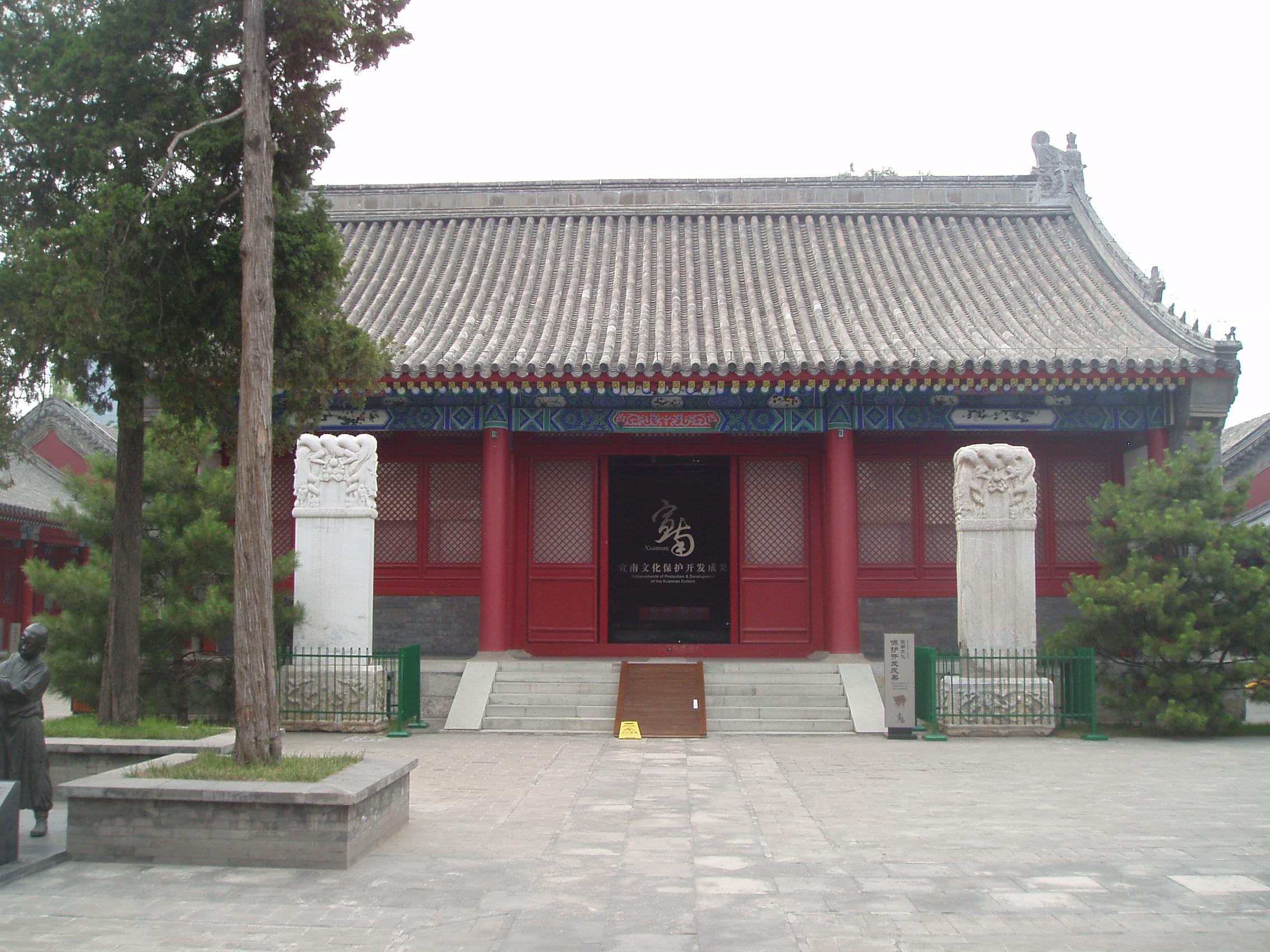
长椿寺大雄宝殿。殿前有两通石碑，图中右侧为米万钟所撰《敕建大祚长椿寺赐紫衣水斋禅师传》碑，左侧为2004年10月宣武区人民政府立《重修长椿寺碑记》碑。

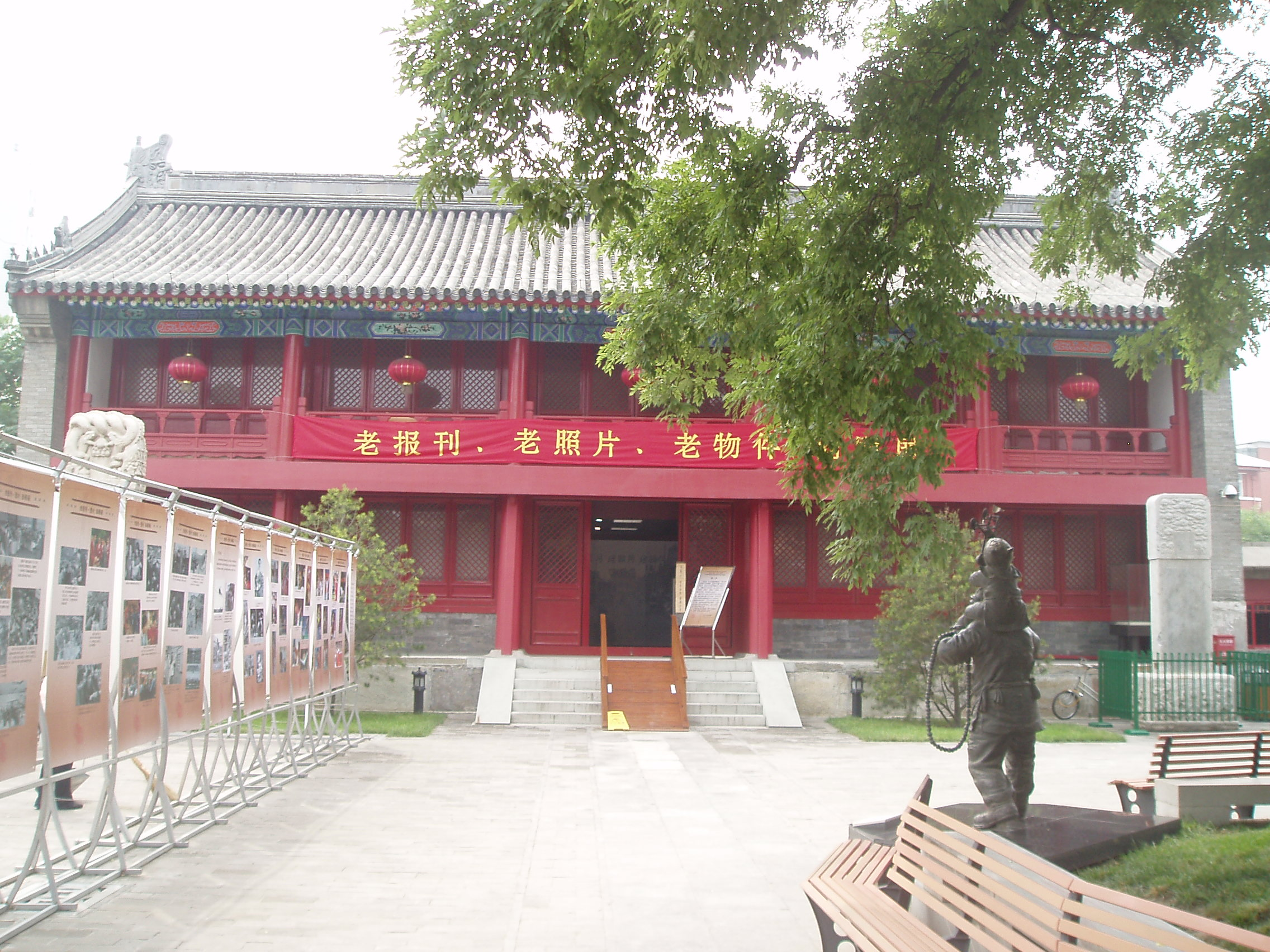
长椿寺藏经阁。一层内有渗金多宝佛塔的基座，低于地面，现用透明玻璃覆盖保护。

长椿寺始建于明万历二十年（1592年），乃奉明神宗生母孝定李太后的旨意创建，以供养水斋禅师用。明神宗赐寺名“长椿”，寓意其生母健康长寿。因受皇家庇护，长椿寺曾十分繁盛，一度被称为“京师首刹”。
清朝康熙十八年（1679年），该寺建筑在京畿大地震中受损，后由首辅冯溥捐款，于清康熙二十年（1681年）重修。后来，乾隆二十年（1755年）再次重修，此后屡有修缮。长椿寺旁边，有清朝初年文人龚鼎孳所修的妙光阁。妙光阁在清朝乾隆年间倒塌，嘉庆年间重建，改名“浙寺”，今浙寺早已拆除。
该寺原有三件镇寺之宝。第一件为渗金多宝佛塔，于1621年铸造，一丈五尺高，佛塔周身用熔化后的金液渗透。该塔原为五层，周围有四百多尊佛像，各层塔尾均有小铃，民国二十五年（1936年）添建为六层。该塔原存长椿寺藏经阁内，后于中华人民共和国时期迁至海淀区万寿寺，其基座仍存藏经阁一层。第二件为孝定李太后“九莲菩萨”像以及崇祯帝之母孝纯刘太后御容像，其中“九莲菩萨”像遗失于清光绪年间，孝纯刘太后御容像遗失于文化大革命时期。第三件是明万历年间工部郎中、书法家米万钟所撰《敕建大祚长椿寺赐紫衣水斋禅师传》石碑一座，今存大雄宝殿外。
1927年4月28日，中国共产党创始人及早期领导人之一李大钊被张作霖杀害。当晚，李大钊的灵柩停厝于长椿寺内。5月1日，其灵柩自长椿寺移至邻近该寺的浙寺安放。1933年4月23日，其灵柩自浙寺迁至万安公墓。
齐白石在《齐白石口述》中说，自从民国二十六年（1937年，丁丑年）农历六月（即七七事变爆发之月）以后，自己便不出家门。仅在丁丑年九月，得知陈散原逝世，破例出门拜奠。陈散原的灵柩寄存在长椿寺。民国三十一年（1942年，壬午年）春，张次溪从江南回到北平，偶然和齐白石谈到想去长椿寺祭拜陈散原，齐白石遂再一次破例出家门，和张次溪同往长椿寺。归来以后，齐白石作《萧寺拜陈图》送给张次溪。张次溪为该画征集了不少题词，其中傅治芗丈诗云：「盘盘荩世一棺存，岁瓣心香款寺门，彼似沧洲陈太守，重封马鬣祭茶村。」
中华人民共和国成立后，长椿寺被改作他用，年久失修。2002年，宣武区人民政府和文物局开始重修该寺。经过重修，2005年11月，该寺被辟为北京宣南文化博物馆，对外开放。2019年10月7日公布为第八批全国重点文物保护单位。

## 建筑
长椿寺坐西朝东，原来的主要建筑有山门、天王殿、大雄宝殿、二殿、藏经阁。西边有群房，北边有僧舍、方丈院。此外，还有九莲阁、妙光阁、香林亭等建筑。寺内大雄宝殿两旁，南北各有一座配殿，覆有黄色琉璃瓦顶，是供奉两幅皇太后御像之所。

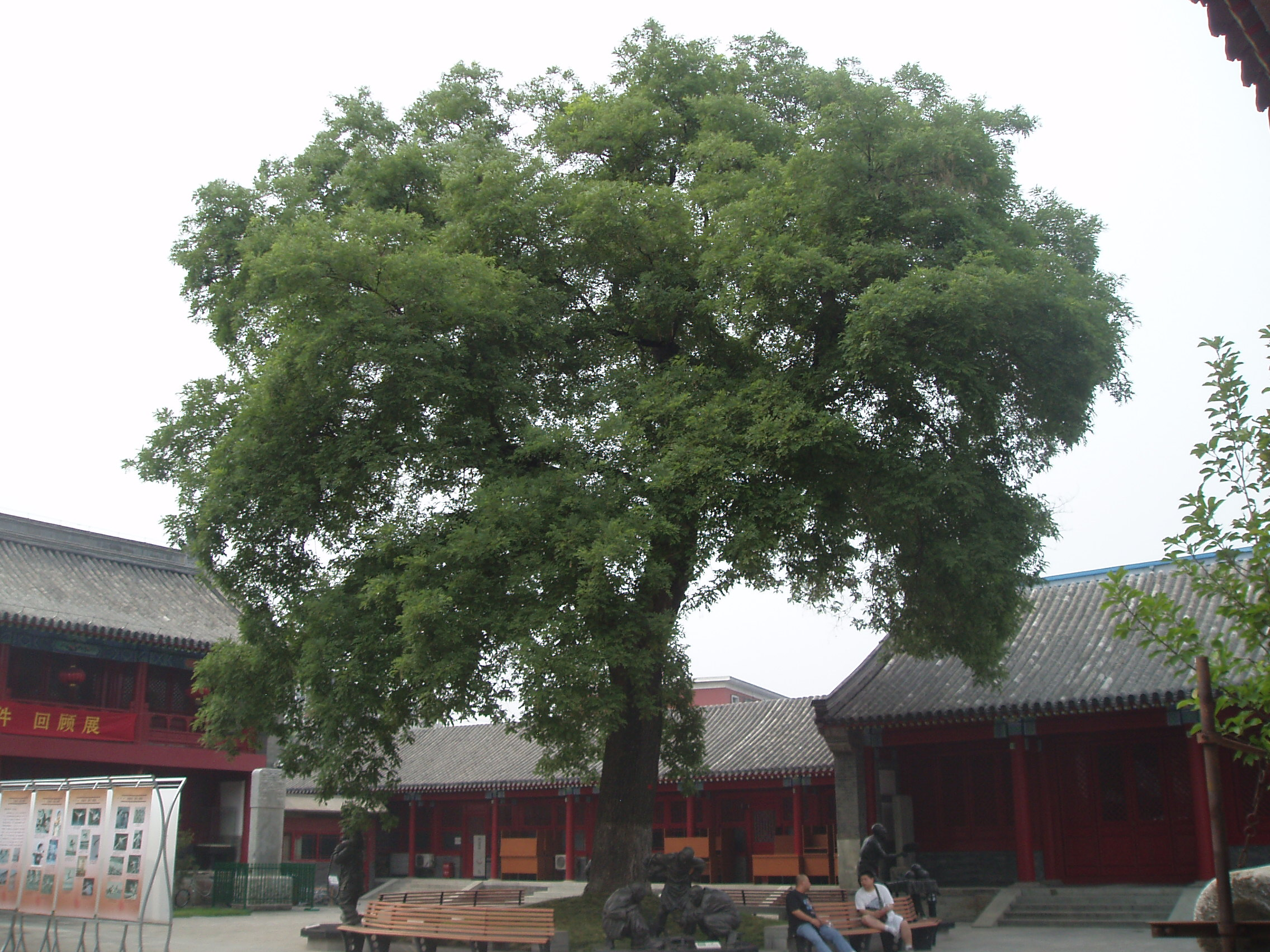
长椿寺藏经阁院内的大树

今存四进院落，分别为山门、天王殿、大雄宝殿、藏经阁。山门额曰“敕建长椿寺”。
长椿寺内外多种槐树。山门前的空地上，旧植八株国槐，俗称“八槐护门”。寺内也植有国槐、丁香等树。长椿寺所在街巷古称“槐市斜街”，其旁街巷即名“古槐夹道”。明清以后，许多文人曾来该寺，并赞美该寺环境。徐本髙《过长椿寺赠水斋上人诗》曰：“凉秋新月影生苔，古栢苍苍有径开。清梵数依祗树起，天花如共妙香来。”王士祯《与郑山公登九莲阁》曰：“凭栏试聘望，远近一寒林，不见西山色，苍茫云外深。”山门前的八株国槐今仅余两株，寺内树木所剩也不多。宣武区人民政府将长椿寺辟为宣南文化博物馆后，在该寺南面新建了小型园林“长椿苑”。

## 北京宣南文化博物馆

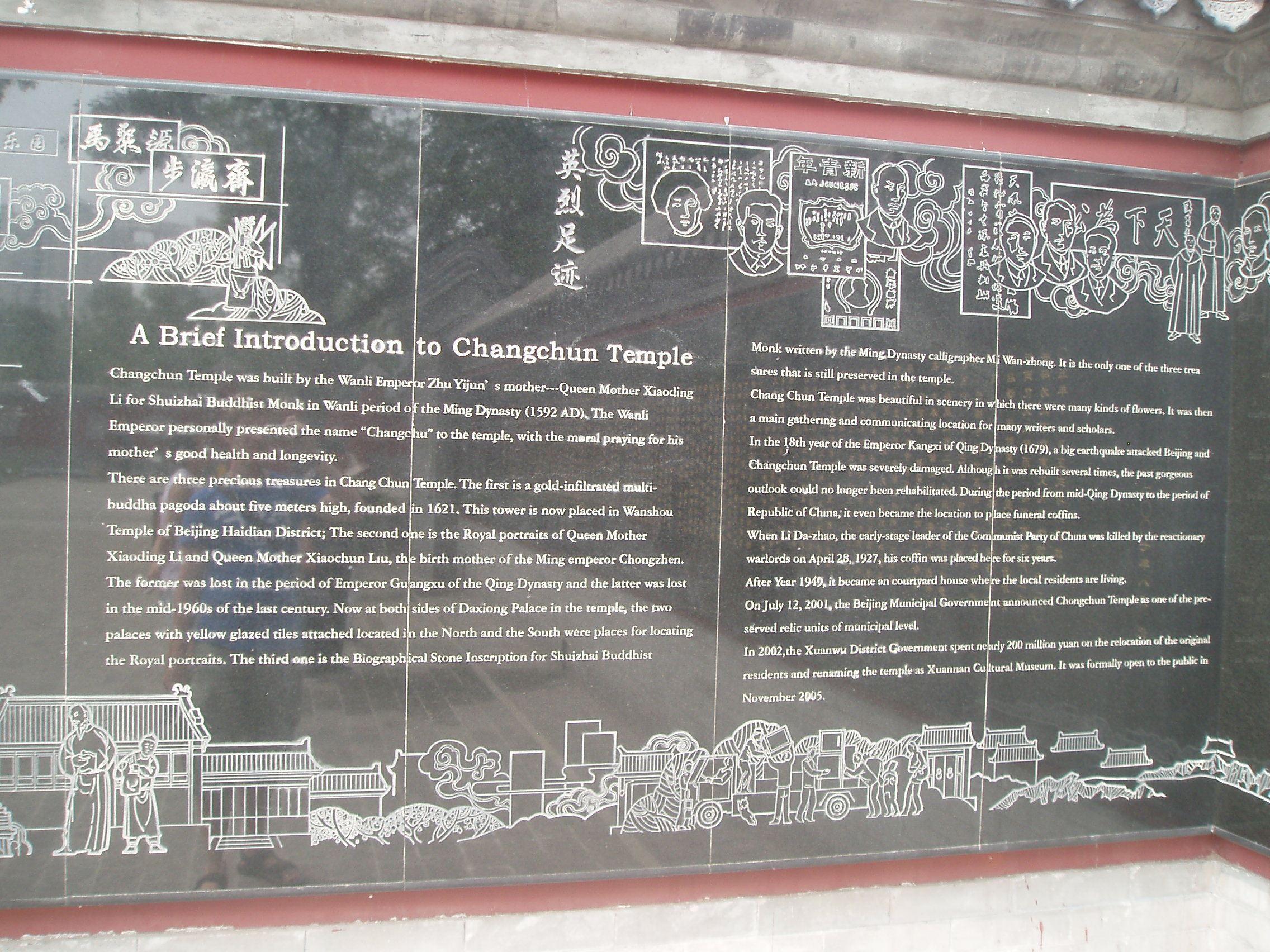
山门内北侧寺墙上所刻长椿寺简介

北京宣南文化博物馆坐落于长椿寺内，2005年11月开馆。该馆的展示主题为宣南文化。
该馆设有8个展厅，分别为“悠悠宣南”、“宣南士乡”、“英烈足迹”、“梨园胜景”、“城南乐园”、“百年兴商”、“民族团结”、“宣南文化保护开发成果”。